# GOŠA-kocsi
A GOŠA-kocsi a MÁV-START egyik személykocsi típusa, melyet elsősorban nemzetközi forgalomban használnak. A járművekből összesen 20 db-ot vásárolt a MÁV, 7 első-másodosztályú ABmz-t és 13 másodosztályú Bmz-t.  Egy ABmz kocsi 1993-ban kiégett a Keleti pályaudvaron és selejtezték.

## Története
Magyarországon az 1980-as években szükségessé vált a nemzetközi forgalomban is közlekedni képes új, klimatizált, 26,5 méter hosszú, 160–200 km/óra végsebességű, nagysebességű személykocsik beszerzése. A járművek szállítására ajánlatot tett a magyar Ganz és Dunakeszi járműjavító is. Végül a MÁV a jugoszláviai GOŠA-gyárból rendelt 20 kocsit. A kocsik 1989-ben érkeztek meg a MÁV-hoz.
A kocsik sokáig szinte kizárólag nemzetközi forgalomban vettek részt, később a CAF és a DWA kocsik érkeztével a fővizsgák elmaradoztak, és több kocsi is tárolóvágányon állt gazdátlanul. A fordulópont 2002-ben jött el, ekkor tíz, majd 2004-ben további négy kocsi újult meg Zágrábban, a horvát vasút adóssága fejében. A kocsik ekkor számos változáson estek át, legszembetűnőbb az ablakkeret és ablakszerkezet változása.

## Alkalmazása
A kocsik 2011-ben általában a következő járatokban közlekedtek:
- IC 200 Kvarner InterCity: Keleti pályaudvar - Zágráb főpályaudvar (Glavni kol.) (Bmz)
- IC 259 Dráva InterCity: Déli pályaudvar - Szarajevó  (ABmz)
- 340/341 "Beograd" nemzetközi gyorsvonat Keleti pályaudvar - Belgrád főpályaudvar (ABmz)
- 342/343 "Ivo Andric" nemzetközi gyorsvonat Keleti pályaudvar - Belgrád főpályaudvar (Bmz, ABmz)
- IC 657 "Dália" InterCity Keleti pályaudvar - Miskolc-Tiszai - Budapest-Nyugati pályaudvar (Bmz)

Esetenként: Dália InterCity, vagy a Lőkösháza illetve Biharkeresztes vasútállomásokon át Romániába közlekedő InterCity vonatokban közlekedett esetenként GOŠA-személykocsi.

## Jellemzése
A kocsik maximális sebessége 200 km/h, gyárilag klímával felszerelt, fülkés elrendezésűek. Az első kocsik a MÁV-nál, melyek önműködő feljáróajtóval felszereltek.